# Franz Gary
Franz Rudolf Gary (* 1932 in Linz; † 18. September 2003 in Fürstenbrunn) war ein österreichischer Schauspieler. Zuletzt lebte er in Salzburg und München.

## Leben
Gary wurde in Linz geboren und trat noch vor Erlangung der Matura in die Schauspielschule ein. Seine Karriere begann am Linzer Landestheater. Danach wirkte er in Köln, Frankfurt am Main, Wien (Josefstadt), Bochum und Berlin. Gleichzeitig war er in für Film und Fernsehen tätig.
Seine wohl populärste Rolle spielte er in den frühen 1970er Jahren in der Fernsehserie Die Abenteuer des braven Soldaten Schwejk an der Seite von Fritz Muliar: Dort stellte er den Woditschka dar, jenen Freund Schwejks, mit dem er sich „nach dem Krieg um sechs“ im Prager Gasthaus „Kelch“ treffen würde.
Seine letzte große Rolle war der Russe Mikka im Film Der Zug von Damiano Damiani. In der letzten Phase seines Lebens beschäftigte sich Gary in erster Linie mit Lesungen.

## Filmografie (Auswahl)
- 1964: Thomas More
- 1969: Stellenangebote weiblich
- 1970: Die Barrikade
- 1972–1976: Die Abenteuer des braven Soldaten Schwejk
- 1977: Derrick – Offene Rechnung
- 1977: Derrick – Tote im Wald
- 1977: Prosperos Traum
- 1978: Der Mann im Schilf
- 1978: Kommissariat 9 – Fett macht Fett
- 1979: Dorf an der Grenze
- 1979: Merlin
- 1980: Kottan ermittelt – Räuber und Gendarm
- 1981: Der Mond is’ nur a nackerte Kugel
- 1981: Tarabas
- 1981: Der Aufsteiger
- 1980: Kottan ermittelt – Kansas City
- 1983: Die fünfte Jahreszeit
- 1983: Lebenslinien
- 1983: Der Dichter vom Bahnhof
- 1983: Wagner
- 1984: Tiger – Frühling in Wien
- 1985: Der Fahnder – Die schwarzen Engel
- 1988: Heiteres Bezirksgericht – Die fünf Sinne
- 1976–1980: Alpensaga
- 1988: Der Zug
- 1992: Widerspenstige Victoria
- 1994: Ihre Exzellenz, die Botschafterin – Herzenssache

## Hörspiele (Auswahl)
- 1958: Lester Powell: Die Dame ist blond (8 Folgen) – Regie: Ferry Bauer (Kriminalhörspiel – ORF Oberösterreich)[1]